# 巴里卡

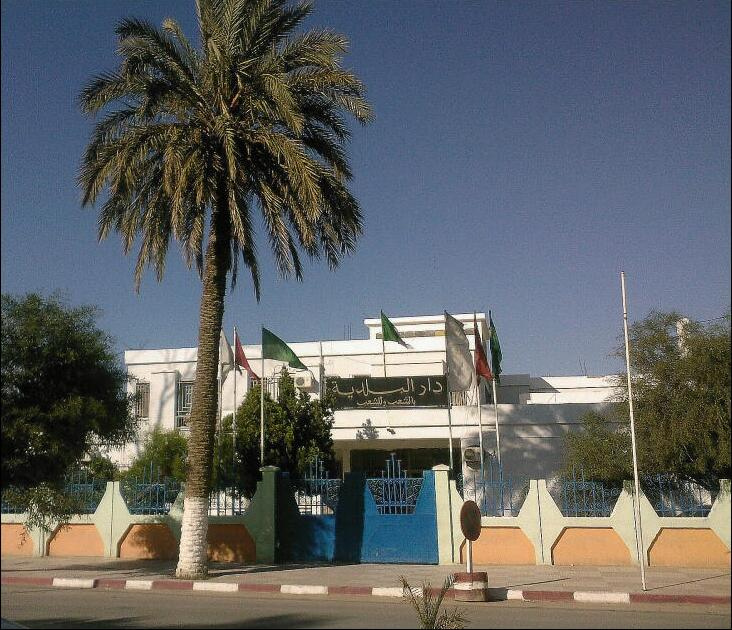
巴里卡

巴里卡是阿爾及利亞的城市，由巴特納省負責管轄，位於該國東北部，分別距離首都阿爾及爾和巴特纳85公里和345公里，2010年人口109,013。
35°23′N 5°23′E / 35.383°N 5.383°E